# Prädikatswein

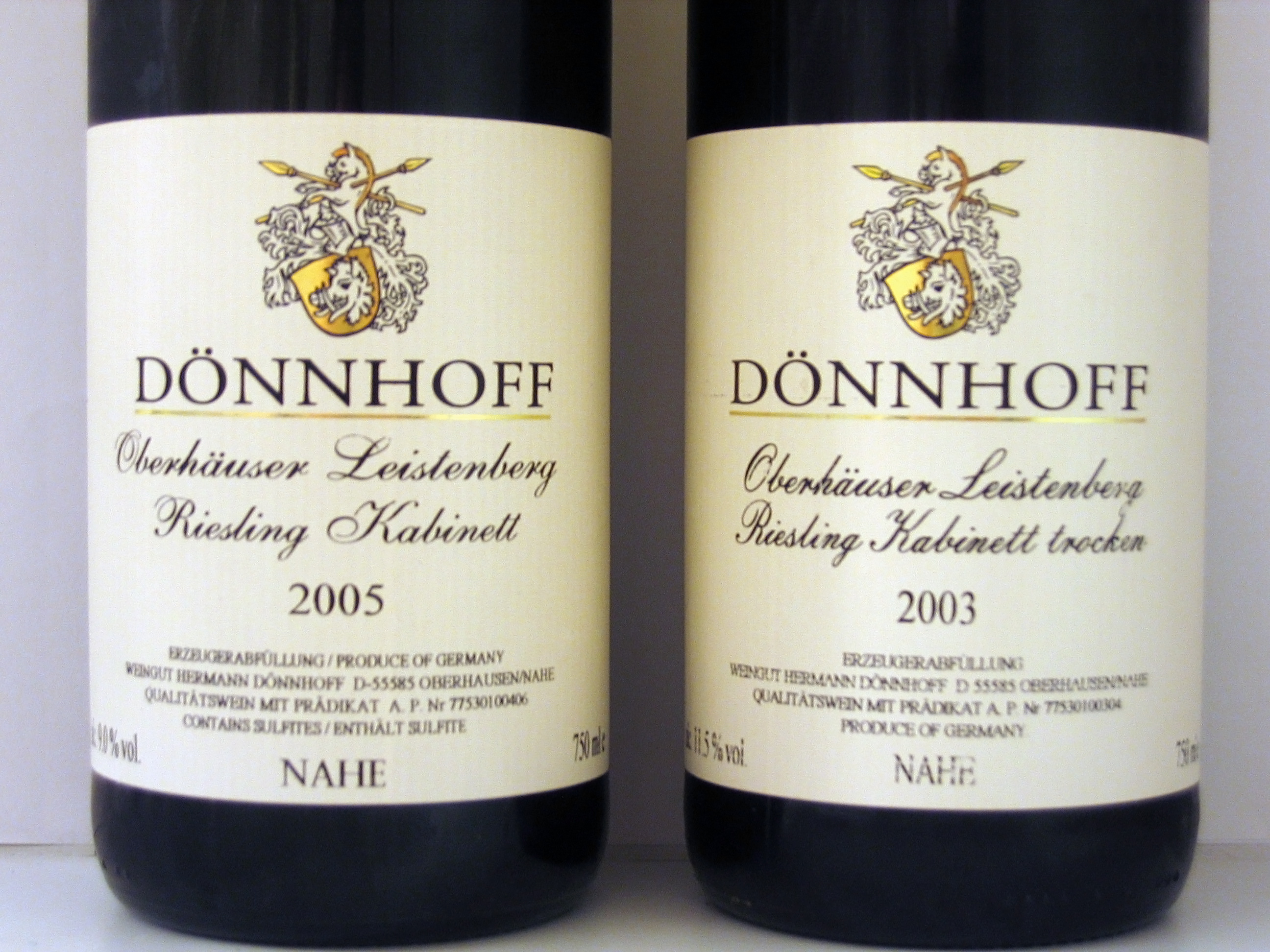
Exempel på vin klassade Qualitätswein mit Prädikat, den äldre beteckningen för Prädikatswein.

Prädikatswein, eller med svensk översättning prädikatsvin, är den högsta kvalitetskategorin för tyska och österrikiska viner. Ett prädikat är i dessa sammanhang en beteckning som baserar sig på druvornas mognad vid skörd, uttryck som deras mustvikt. Prädikatet sätts alltid ut tydligt på etiketten, medan Prädikatswein är den övergripande kvalitetskategorin.

## Tyskland
Beteckningen Prädikatswein gäller i Tyskland sedan augusti 2006 då beteckningen ersatte den dittills brukade beteckningen Qualitätswein mit Prädikat (QmP) som den högsta av fyra kvalitetskategorier för tyska viner, över Qualitätswein, Landwein och Tafelwein. I likhet med Qualitätswein och Landwein, men till skillnad från Tafelwein, måste druvorna till ett Prädikatswein komma från en, och bara en, av de 13 tyska vinodlingsregionerna (Anbaugebiet).
De största skillnaderna mot den snäppet lägre beteckningen Qualitätswein är kravet på att bara en enda druvsort ska användas, ett förbud mot chaptalisering och relaterade regler gällande minsta tillåtna mustvikt (sockerhalt i druvmusten):
- Kabinett: min. 73o Öchsle
- Spätlese: min. 85o Öchsle
- Auslese: min. 95o Öchsle
- Beerenauslese respektive Eiswein: min. 125o Öchsle
- Trockenbeerenauslese: min. 150o Öchsle

Varje flaska Prädikatswein skall dessutom ha ett registrerat s.k. AP-nummer på flaskans etikett. Skillnaderna mellan de sex klasserna Prädikatswein är stora. Skillnaden mellan Kabinett och vanligt Qualitätswein kan dock vara ganska liten, medan priset därefter stiger ganska snabbt. Exempelvis är det svårt att hitta en bra Auslese under 15 euro.

## Österrike
I Österrike syftar Prädikatswein på någon av de österrikiska kvalitetsbeteckningarna: Spätlese, Auslese, Beerenauslese, Eiswein, Strohwein, Ausbruch eller Trockenbeerenauslese. Beteckningen Kabinett förekommer även i Österrike, men räknas inte som ett Prädikatwein.